# Crenatula picta
Espèce
Synonymes
- Crenatula avicularis Lamarck, 1803
- Crenatula avicularis Reeve, 1858
- Crenatula bicostalis Lamarck, 1819
- Crenatula crassidentata Jousseaume dans Lamy, 1929
- Crenatula elegans Philippi, 1851
- Crenatula flammea Reeve, 1858
- Crenatula folium Gray, 1825
- Crenatula inflata Philippi[2], 1851
- Crenatula lamarcki Jousseaume dans Lamy, 1929
- Crenatula modiolaris Lamarck, 1819
- Crenatula mytiloides Lamarck, 1803
- Crenatula nakayamai Kuroda & Habe dans Habe, 1961
- Crenatula nigrina Lamarck, 1819
- Crenatula pergaminea Gould, 1850
- Crenatula phasianoptera Lamarck, 1803
- Crenatula reeveana Clessin, 1890
- Crenatula travisii W. Turton, 1834
- Crenatula viridis Lamarck, 1819
- Ostrea picta Gmelin, 1791

Crenatula picta est une espèce de mollusques bivalves de l'ordre des Ostreida et de la famille des Pteriidae, des Isognomonidae ou des Malleidae, selon les classifications.
C'est la seule espèce connue dans son genre, selon la base de données World Register of Marine Species (20 octobre 2019). Cependant, d'autres sites comme BioLib (20 octobre 2019) donnent d'autres espèces comme valides.
Elle est trouvée dans l'Océan Indien, de Madagascar à la Mer Rouge.